# 川の中の牛
『川の中の牛』（かわのなかのうし、洪: Tehenek a folyónál、英: Cows in a River）、または『5頭の牛のいる川の風景』（ごとうのうしのいるかわのふうけい、英: River Landscape with Five Cows）は、17世紀オランダ絵画黄金時代の画家アルベルト・カイプが1650年にオーク板上に油彩で制作した絵画である。画面下部左側に「A. cuÿp」という画家の署名が記されている。作品は、ブダペスト国立西洋美術館に所蔵されている。

## 作品
カイプの最も魅力的で重要な作品は風景画であるが、彼は単に風景だけを描いた画家ではない。彼は風俗画、海景画、単身と集団の肖像画に加え、最も頻繁に動物画や、釣り、狩り、乗馬をする人物の登場する風景画も描いた。それらの情景は一般的にカイプの故郷の町ドルドレヒト周辺の田舎に設定され、岸辺の低いマース川河口、停泊する舟や草をはむ牛を表している。カイプの絵画は平穏な雰囲気に特徴づけられるもので、輝く水面、柔かな雲、穏やかな景色、夕日の中で輝く滑らかな毛皮を持つ牛、作業をしている人々が登場する。それらすべてが平穏な調和を生み出している。 
この絵画はカイプがラインラントに出発する以前に描かれたもので、彼がしばしば取り上げた主題である牛を描いている。川岸の浅瀬で涼み、水を飲んでいる5頭の牛が表されている。水面はまだ穏やかであるが、上空にうねる雲は暖かな日の終わりを示唆する天気の変化を予告している。曇り空には、何羽かの鳥が飛んでいる。情景は、広大な空を創り出す、非常に低く取られた水平線沿いに展開している。右側遠景には何艘かの帆船が見える。牛たちが非常に心地よく配置されていることにより、牛たちの静けさや平穏さが表現されるのに役立っている。
本作と同じサイズを持つ、左右反転されたヴァージョンが、休息する牡牛を表す対作品とともにイギリスのロバーツ (Robarts) コレクションに所蔵されている。牛は17世紀のオランダの文学や紋章には大地、豊穣さ、そして、しばしばオランダの富裕さの象徴として登場する。人物がおらず、モニュメンタルな効果を持つ牛を描いた本作には、こうした解釈が可能であろう。